# Berdymyrat Nurmyradow
Berdymyrat Nurmyradow, ros. Бердымурад Нурмурадов, Bierdymurad Nurmuradow (ur. 28 sierpnia 1968, Turkmeńska SRR) – turkmeński piłkarz, grający na pozycji napastnika, trener piłkarski.

## Kariera piłkarska

### Kariera klubowa
W 1985 rozpoczął karierę piłkarską w klubie Kolhozçi Aszchabad, który potem zmienił nazwę na Köpetdag. W 2000 występował w Nisie Aszchabad. W 2002 wrócił do Köpetdagu, w którym zakończył karierę piłkarza w roku 2003.

### Kariera reprezentacyjna
W latach 1992–1994 bronił barw reprezentacji Turkmenistanu.

## Kariera trenerska
Po zakończeniu kariery piłkarza rozpoczął pracę szkoleniowca. W 2003 stał na czele rodzimego klubu Köpetdag Aszchabad, którym kierował do jego rozwiązania na początku 2008. W 2008 prowadził Altyn Asyr Aszchabad.

## Sukcesy i odznaczenia

### Sukcesy piłkarskie
Kolhozçi/Köpetdag Aszchabad
- wicemistrz strefy 9 Wtoroj ligi ZSRR: 1991
- mistrz Turkmenistanu: 1992, 1993, 1994, 1995, 1997/98
- wicemistrz Turkmenistanu: 1996, 1998/99
- zdobywca Pucharu Turkmenistanu: 1993, 1994, 1997, 1998/99
- finalista Pucharu Turkmenistanu: 1995

Nisa Aszchabad
- brązowy medalista Mistrzostw Turkmenistanu: 2000
- finalista Pucharu Turkmenistanu: 2000

### Sukcesy trenerskie
Köpetdag Aszchabad
- finalista Pucharu Turkmenistanu: 2005, 2006

### Sukcesy indywidualne
- król strzelców Mistrzostw Turkmenistanu: 1993 (25 goli), 1994 (13 goli)
- najlepszy piłkarz Mistrzostw Turkmenistanu: 1993

### Odznaczenia
- tytuł Mistrza Sportu